# 燒石膏
燒石膏（英語：Bassanite），又稱半水石膏、熟石膏，是一種含鈣硫酸鹽礦物，化學式為CaSO4·0.5H2O或2CaSO4·H2O。
燒石膏於1910年首次被描述為在維蘇威火山上出現。它以意大利古生物學家Francesco Bassani（1853–1916）的名字命名。
在維蘇威火山，它由白榴石鹼玄岩中的石膏變質和火山噴氣孔沉積物的形式出現。它出現在美國加利福尼亞州和澳大利亞的干湖床上。它也在洞穴中與石膏交疊產生。
H. Schmidt和合作研究人員在2011年報告稱，在乾燥條件下，該結構是具有空間群C2的單斜結構，但在75%的濕度下，該結構是具有空間群P3221的三方結構。 這反映出有額外的水被吸收，因此三方形式的化學式為CaSO4·0.625H2O。
中药里叫做煅石膏。甘、辛、涩，寒。归肺、胃经。